# Јоахим Гаук
Јоахим Гаук (Росток, 24. јануар 1940) је бивши лутерански пастор и бивши председник Немачке од 2012. до 2017. године.

## Биографија
Рођен је у Ростоку. У НДР-у се истакао као антикомунистички активиста и борац за људска права. Током промена у Источној Немачкој 1989/90, био је један од организатора опозиције владајућим комунистима. Бундестаг га је 1990. изабрао за првог федералног председника Штазијевих архива. Ову је функцију вршио до 2000. године.
На председничким изборима 2010, био је кандидат СПД-а и Зелених, али је тесну победу однео Кристијан Вулф. Након Вулфове оставке 2012. године, Гаук је изабран за новог председника Немачке.
Аутор је и коаутор неколико књига.